# Oakes Fegley
Oakes Tonne Fegley (Alletown, Pensilvania, 11 de noviembre de 2004) es un actor estadounidense. Ha protagonizado Pete's Dragon, Wonderstruck, The Goldfinch, The War with Grandpa, The Fabelmans y Adam the First.

## Vida y familia
Fegley nació el 11 de noviembre de 2004 en Alletown,Pensilvania, hijo de Michael Fegley y Mercedes (de soltera Tonne). Es el hermano mayor de Winslow Fegley, también actor.

## Carrera
En 2014, Fegley hizo su debut como actor con la película dramática Fort Bliss, interpretando a Paul Swann junto con Michelle Monaghan y Ron Livingston. La película, que se estrenó en 2014, fue dirigida por Claudia Myers. Interpretó al joven Judd Altman en la película de comedia dramática This Is Where I Leave You, dirigida por Shawn Levy y estrenada en septiembre de 2014 por Warner Bros. Pictures. Más tarde apareció como el joven Elias "Eli" Thompson en la quinta temporada de la serie Boardwalk Empire de HBO. También apareció en Person of Interest de CBS como Gabriel Hayward.
Fegley interpretó el papel principal de Pete en la película de comedia dramática de fantasía de Walt Disney Pictures, Pete's Dragon, junto a Oona Laurence, Bryce Dallas Howard y Robert Redford. La película fue dirigida por David Lowery y estrenada en agosto de 2016.
Fegley apareció en la película de comedia de The Weinstein Company The War with Grandpa, protagonizada por Robert De Niro, estrenada en agosto de 2020. En 2022, interpretó a Chad Thomas en la película semiautobiográfica de Steven Spielberg The Fabelmans, el personaje se basó en un estudiante que impuso anti- Abuso semético hacia Spielberg durante sus años de secundaria en la vida real.

## Filmografía

### Cine
| Año  | Título                         | Personaje         | Notas                                        |
| ---- | ------------------------------ | ----------------- | -------------------------------------------- |
| 2011 | Glass                          | Chico             | Cortometraje                                 |
| 2013 | Children of the Moon           | Michael           | Cortometraje                                 |
| 2014 | Fort Bliss                     | Paul Swann        |                                              |
| 2014 | This Is Where I Leave You      | Judd Altman joven |                                              |
| 2015 | Prism                          | Bryan joven       |                                              |
| 2016 | Pete's Dragon                  | Pete              | Protagonista; Película de Disney             |
| 2017 | Wonderstruck                   | Ben               | Principal                                    |
| 2017 | The Truth About Lies           | Chico             |                                              |
| 2019 | The Goldfinch                  | Theo Decker joven | Principal; Película de Warner Bros. Pictures |
| 2020 | The War with Grandpa           | Peter Decker      | Protagonista; Junto a Robert De Niro         |
| 2022 | The Fabelmans                  | Chad Thomas       | Principal; Película de Universal Pictures    |
| 2024 | Adam the First                 | Adam              |                                              |
| TBA  | When the Moon Was Twice as Big | Jeffrey           | Posproducción                                |
| TBA  | Who Framed Tommy Callahan      | Tommy Callahan    | Posproducción                                |

### Televisión
| Año       | Título             | Personaje                  | Notas                               |
| --------- | ------------------ | -------------------------- | ----------------------------------- |
| 2014      | Boardwalk Empire   | Elias "Eli" Thompson joven | 3 episodios                         |
| 2014-2016 | Person of Interest | Gabriel Hayward            | 3 episodes                          |
| 2023      | Accused            | Devin Harmon               | 1 Episodio                          |
| 2023      | Dark Matter        | Charlie Dessen             | Papel principal; Serie de Apple TV+ |

## Premios y nominaciones
| Año  | Premio               | Categoría                                  | Trabajo nominado | Resultado |
| ---- | -------------------- | ------------------------------------------ | ---------------- | --------- |
| 2017 | Premios Young Artist | Best Leading Young Actor in a Feature Film | Pete's Dragon    | Nominado  |
| 2018 | Premios Young Artist | Best Leading Young Actor in a Feature Film | Wonderstruck     | Nominado  |